# Neopomacentrus filamentosus
Neopomacentrus filamentosus là một loài cá biển thuộc chi Neopomacentrus trong họ Cá thia. Loài này được mô tả lần đầu tiên vào năm 1882.

## Từ nguyên
Từ định danh trong tiếng Latinh mang nghĩa là "có nhiều sợi nhỏ", hàm ý đề cập đến các tia giữa vươn dài thành sợi ở vây lưng và vây hậu môn, cũng như ở hai thùy vây đuôi.

## Phạm vi phân bố và môi trường sống
N. filamentosus có phạm vi phân bố khá phổ biến ở Tây Thái Bình Dương. Loài này được tìm thấy từ tỉnh Phuket (Thái Lan) trải dài đến vùng biển nhiều nước Đông Nam Á, xa về phía đông đến Papua New Guinea (bao gồm New Britain) và quần đảo Solomon, phía nam phạm vi đến Tây Úc và Nouvelle-Calédonie; cá con cũng được phát hiện tại đảo Guam.
N. filamentosus sinh sống tập trung gần những rạn san hô viền bờ và đá ngầm, hoặc trong các đầm phá có nền đáy cát/bùn, độ sâu đến 12 m.

## Mô tả
Chiều dài cơ thể tối đa được ghi nhận ở N. filamentosus là 11 cm. Thân của N. filamentosus có màu xanh lam xám, cuống đuôi có thể có những chấm nhỏ màu xanh óng. Rìa các vây có màu xanh ánh kim. C. Phần phía sau vây lưng và vây hậu môn trong mờ. Vây đuôi có dải đen trên các thùy. N. filamentosus còn có đốm đen lớn ở gốc vây ngực, một vệt màu sẫm ở gốc đường bên và đốm nhỏ màu vàng ở rìa trên của nắp mang.
Số gai ở vây lưng: 13; Số tia vây ở vây lưng: 10–11; Số gai ở vây hậu môn: 2; Số tia vây ở vây hậu môn: 11–12; Số gai ở vây bụng: 1; Số tia vây ở vây bụng: 5.

## Sinh thái học
Thức ăn của N. filamentosus là các loài động vật phù du. Cá đực có tập tính bảo vệ và chăm sóc trứng.